# Trường Chinh
Trường Chinh (ur. 9 lutego 1907, zm. 30 września 1988) – wietnamski polityk.
Urodził się jako Đặng Xuân Khu w prowincji Nam Định, w wysoko sytuowanej rodzinie arystokratycznej. Uczył się w prestiżowym Lycée Albert-Sarraut w Hanoi, później przez pewien czas pracował jako nauczyciel. W 1930 roku przystąpił do utworzonej przez Hồ Chí Minha Komunistycznej Partii Indochin. Aresztowany w tym samym roku przez francuskie władze kolonialne, spędził 6 lat w więzieniu Sơn La. Po wyjściu z więzienia poświęcił się działalności politycznej i w 1941 roku został wybrany sekretarzem generalnym Komunistycznej Partii Indochin. Podziwiał przywódcę chińskich komunistów Mao Zedonga i był zwolennikiem stosowania opracowanej przez niego strategii wojny partyzanckiej, a także zmienił swoje imię na Trường Chinh, co po wietnamsku oznacza „Długi Marsz”.
W 1951 roku wybrany sekretarzem generalnym nowo powstałej Partii Pracujących Wietnamu. Na początku lat 50. był architektem przeprowadzonej na wzór chiński reformy rolnej, zakończonej katastrofalną klęską głodu. W 1956 roku został z tego powodu poddany krytyce i usunięty z zajmowanych stanowisk partyjnych. Pozostał jednak członkiem Politbiura i z czasem odzyskał wpływy. W 1960 roku został wybrany na stanowisko przewodniczącego Stałego Komitetu Zgromadzenia Narodowego, które piastował do 1981 roku.
W 1981 roku wybrano go przewodniczącym Rady Państwa. Po śmierci Lê Duẩna w lipcu 1986 roku został także sekretarzem generalnym Komunistycznej Partii Wietnamu, jednak już w grudniu tegoż roku frakcja reformatorska w partii zmusiła go do rezygnacji ze stanowiska, sprzeciwiał się bowiem wprowadzanym wówczas wolnorynkowym reformom gospodarczym. Ze względu na pogarszający się stan zdrowia w 1987 roku zrezygnował także z urzędu przewodniczącego Rady Państwa.